# ГЕС Кепрю
ГЕС Кепрю (тур. Köprü Barajı) – гідроелектростанція на півдні Туреччини. Знаходячись між ГЕС Kuşaklı (20 МВт, вище по течії) та ГЕС Кавшак-Бенді, входить до складу каскаду у сточищі річки Сейхан, яка протікає через Адану та впадає до Середземного моря.
В межах проекту лівий витік Сейхану річку Гексу перекрили греблею із ущільненого котком бетону  висотою 109 метрів та довжиною 413 метрів, яка потребувала 1215 тис м3 матеріалу. На час її будівництва воду тимчасово відвели за допомогою тунелю довжиною 0,4 км з діаметром 9,5 метра. Гребля утримує водосховище об’ємом 93,2 млн м3 (корисний об'єм 47,3 млн м3) в якому припустиме коливання рівня поверхні між позначками 390 та 410 метрів НРМ (у випадку повені останній показник може зростати до 417 метрів НРМ, а об’єм – ще на 23,1 млн м3). 
Зі сховища ресурс подається до пригреблевого машинного залу, де встановлено дві турбіни типу Френсіс потужністю по 77,9 МВт. При напорі у понад 90 метрів (рівень нижнього б’єфу складає 318 метрів НРМ) вони повинні забезпечувати виробництво 384 млн кВт-год електроенергії на рік. 
Видача продукції відбувається по ЛЕП, розрахованій на роботу під напругою 154 кВ.